# Khoa học quân sự
Khoa học quân sự là hệ thống tri thức về tính chất, quy luật của chiến tranh và khởi nghĩa vũ trang, về chuẩn bị lực lượng vũ trang, xây dựng quốc phòng và chuẩn bị đất nước cho chiến tranh, về phương thức tiến hành chiến tranh.
Khoa học quân sự nghiên cứu chủ yếu về đấu tranh vũ trang trong chiến tranh và khởi nghĩa.
Khoa học quân sự có quan hệ và sử dụng rộng rãi thành quả của các ngành khoa học xã hội, khoa học tự nhiên và khoa học kĩ thuật.

## Các chuyên ngành
- Lý luận chung khoa học quân sự;
- Lý luận nghệ thuật quân sự;
- Lý luận tổ chức, xây dựng lực lượng vũ trang, lý luận chỉ huy quân sự;
- Lý luận giáo dục và huấn luyện quân sự;
- Lý luận kinh tế quân sự và hậu cần quân sự;
- Lý luận công tác chính trị trong lực lượng vũ trang;
- Chỉ huy, tham mưu kỹ thuật quân sự;
- Lịch sử quân sự,
- Trinh sát và tình báo quân sự.